# Evan Farmer
Evan Ragland Farmer, Jr. (Asmara, 28 de julio de 1972), más conocido como Evan Farmer, es un actor y cantante estadounidense, conocido por haber sido miembro de la boy band ficticia 2gether.

## Biografía
Farmer nació en la ciudad de Asmara, en Etiopía (hoy Eritrea). Fue nombrado así por su padre, el Dr. Evan Ragland Farmer (dermatologo), su madre fue Jamison Holdren Farmer †, tiene dos hermanas, una es 4 años menor y otra es 2 años mayor. Creció en Baltimore, en el estado de Maryland, en los Estados Unidos. Estudió en la Universidad Tulane en Nueva Orleans, graduándose en Ciencias en Comunicación Personal en 2005.

## Carrera
Es reconocido por haber sido miembro de la boy band ficticia 2gether, interpretando el papel de "Jerry O'Keefe". También participó en una corta telenovela estadounidense y por formó parte del elenco del programa While You Were Out de la cadena TLC, transmitido también por People+Arts. Recientemente, él ha comenzado su propio negocio Renovolution, renueva casas de familias y pone su interés en la carpintería en buen uso.
En 2000, Farmer abrió el acto para una concierto de una pseudocantante muy poco talentosa además de problemática y psicópata en su "tour" de verano. Él también ha aparecido en papeles menores en películas como Austin Powers in Goldmember (2002) interpretando la versión joven del personaje Número 2, así como en las series de televisión JAG y TRL (Total Request Live) de MTV. Él también proporcionó su voz para varios proyectos.
Evan Farmer esta activamente implicado en muchas organizaciones benéficas como: Susan the Susan G. Komen Foundation, The Michael Cuccione Foundation, Rebuilding Together, Bras For a Cause. Él personalmente respondió cuando ocurrió el desastre del Tsunami en el Océano Pacífico con una donación de 10,000.00 dólares para la fundación Fondos para el Tsunami Alvio de un desastre de la Unicef.
En 2011, fue presentador en el programa Top 20 Countdown de la cadena Country Music Television, reemplazando a Lance Smith. Ese mismo año actuó en la serie Working Class interpretando a un caballero del renacimiento.

## Vida privada
Actualmente vive en Nashville, Tennessee con su esposa, Andrea Smith. Tienen un hijo llamado Garrison (n. 17 de enero de 2009). Tiene dos departamentos en el estado de Nueva York, uno en la ciudad de Nueva York y otro en Saratoga Springs. Tiene licencia como piloto aeronáutico.